# Tiempos de oración fijos
Los tiempos fijos de oración, rezar a horas determinadas durante el día, son una práctica común en las principales religiones del mundo, como el judaísmo, el cristianismo y el islam.

## Cristianismo
Desde los tiempos de la Iglesia primitiva, se ha enseñado la práctica de siete horas fijas de oración. En Tradición Apostólica, Hipólito instruía a los cristianos a orar siete veces al día, "al levantarse, al encender la lámpara de la tarde, al acostarse, a medianoche" y "la tercera, sexta y novena horas del día, siendo horas asociadas con la Pasión de Cristo. " Los cristianos asistían a dos liturgias en el Día del Señor, adorando comunitariamente en un servicio matutino y otro vespertino, con el propósito de leer las Escrituras y celebrar la Eucaristía. Durante el resto de la semana, los cristianos se reunían en la iglesia todos los días para la oración de la mañana (que se conoció como laudes) y la oración de la tarde (que se conoció como vísperas), mientras que rezaban en los otros momentos de oración en privado; El monacato cristiano llegó a reunirse para rezar en comunidad todas las horas canónicas. Esta práctica de siete tiempos fijos de oración se realizaba en las posiciones corporales de  postración y de pie, que continúa hoy en algunas denominaciones cristianas, especialmente las del cristianismo oriental.
Los cristianos ortodoxos orientales (como la Coptos, la Armenios, la Siríacos y la India), así como ciertas denominaciones del Protestantes orientales, como la Iglesia siria Mar Thoma, utilizan un breviario como el Agpeya y el Shehimo para rezar las horas canónicas siete veces al día mirando en dirección hacia el este, en espera de la segunda venida de Jesús; esta práctica cristiana tiene sus raíces en KJV, en el que el profeta David reza a Dios siete veces al día.
En la tradición cristiana india y siríaca, estas horas canónicas se conocen como Vísperas (Ramsha) [6 p. m.]), Completas (Soutoro [9 p. m.]),  Nocturnas (Lilio [12 a. m.]), Maitines (Sapro [6 a. m.]), oración de la tercera hora (Tloth sho`in [9 a. m.]), oración de la sexta hora (Sheth sho`in [12 p. m.]), y oración de la novena hora, Nones (liturgia) (Tsha' sho`in [3 p. m.]).
En la tradición cristiana copta y Cristiana etíope, estas siete horas canónicas se conocen como Primera Hora ([Prima (liturgia)|Prima]] [6 a. m.]), la Tercera Hora (Terce [9 a. m.]), la Sexta Hora (Sext [12 p. m.]), la Novena Hora (Nona [15 h]), la Undécima Hora (Vísperas [18 h]), la Duodécima Hora (Completas [21 h]) y el 'Oficio de medianoche' [12 h]). [12 a. m.]; los monásticos rezan una hora adicional conocida como el 'Velo'. Las campanas de las iglesias tocan a estas horas para exhortar a los fieles a la oración cristiana. Quienes no pueden rezar la hora canónica de un determinado tiempo fijo de oración pueden recitar el Qauma, en la tradición ortodoxa india..

## Judaísmo

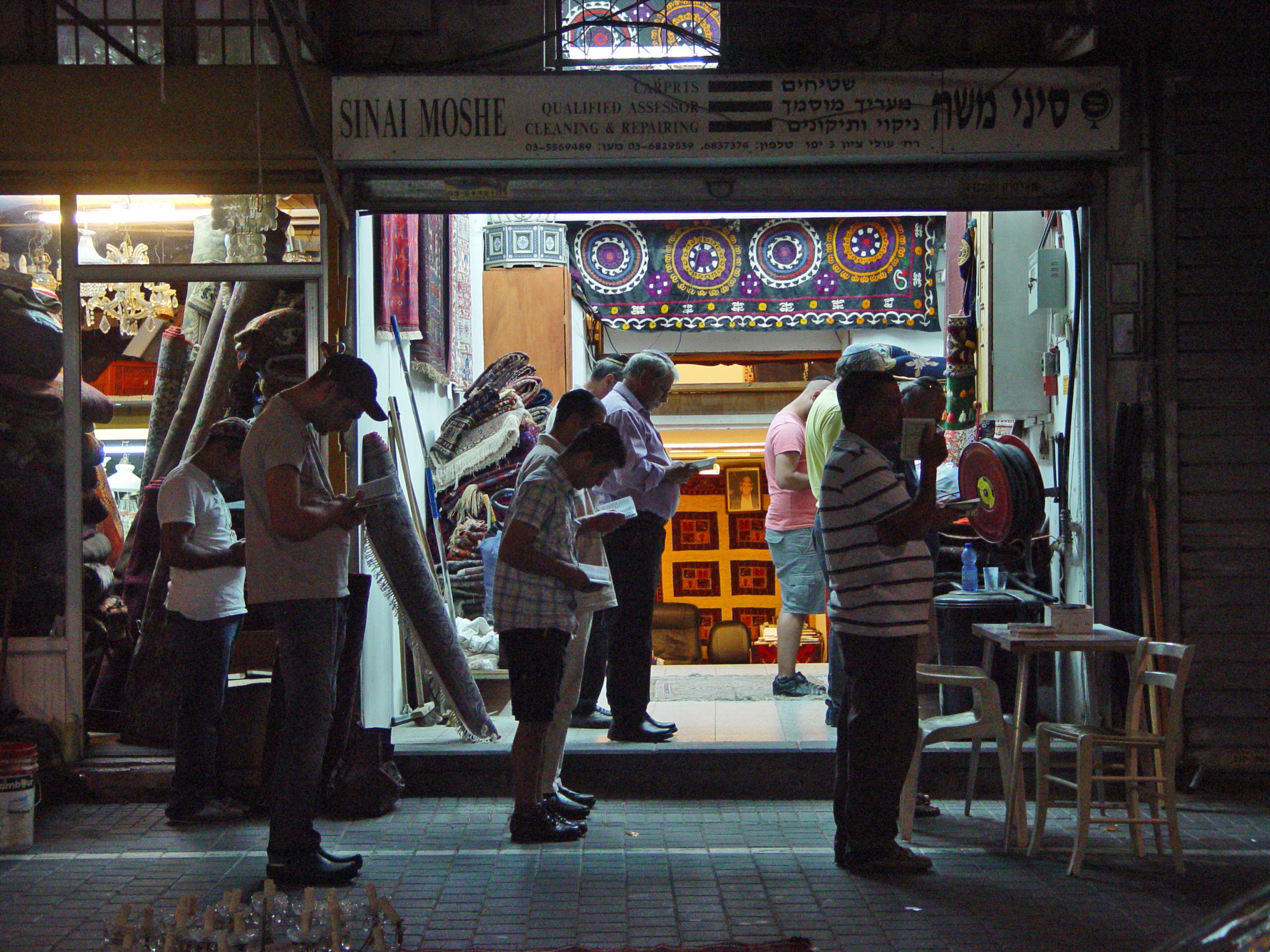
Judíos se detienen a rezar Maariv (oración de la tarde) mientras se encuentran en un mercadillo de Tel Aviv

La ley judía obliga a los judíos a rezar tres veces al día; la oración de la mañana se conoce como Shajarit, la de la tarde como Mincha y la de la noche como Maariv. Según la tradición judía, el profeta Abraham introdujo Shacharit, el profeta Isaac introdujo Mincha, y el profeta Jacob introdujo Maariv. Históricamente, los judíos oraban en dirección al Templo de Salomón en Jerusalén, donde la "presencia del Dios trascendente (shekinah) [residía] en el Santo de los Santos del Templo". En la Biblia, está escrito que cuando el profeta Daniel estaba en Babilonia, "fue a su casa donde tenía ventanas en su cámara superior abiertas a Jerusalén; y se arrodillaba tres veces al día y oraba y daba gracias ante su Dios, como había hecho antes" (cf. KJV). Después de su destrucción, los judíos siguen rezando mirando a Jerusalén con la esperanza de la llegada del Mesías a quien esperan.

## Islam
.

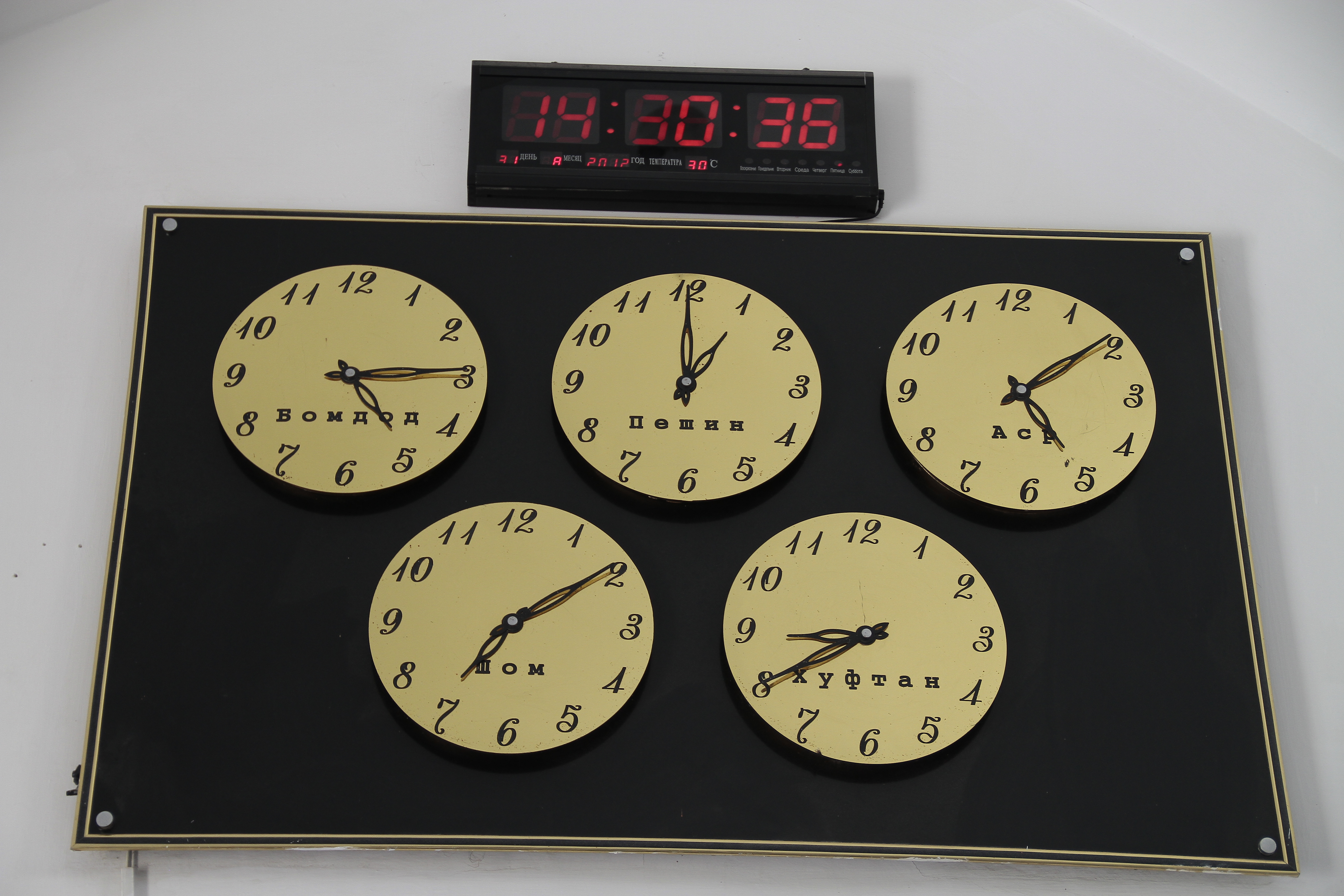
Pizarra con los tiempos de oración precalculados en una mezquita. Indicados en hora local, los horarios de oración musulmanes difieren según los lugares y cambian de un día para otro

Los musulmanes rezan cinco veces al día, siendo sus oraciones conocidas como Faŷr (amanecer), Dhuhr (después del mediodía), Asr (tarde), Salat Magrib (atardecer), Isha (noche), mirando hacia La Meca. La dirección de la oración se denomina qibla; los primeros musulmanes rezaban inicialmente en dirección a Jerusalén antes de que se cambiara a La Meca en el año 624 de la era cristiana, aproximadamente un año después de la [[Hégira| migración de Mahoma a Medina]].
Los horarios de las cinco oraciones son intervalos fijos definidos por los fenómenos astronómicos diarios. Por ejemplo, la oración del Magreb puede realizarse en cualquier momento después de la puesta del sol y antes de que desaparezca el crepúsculo rojo del oeste. En una mezquita, el muecín emite el llamamiento a la oración al comienzo de cada intervalo. Dado que las horas de inicio y fin de las oraciones están relacionadas con el movimiento diurno solar, varían a lo largo del año y dependen de la latitud y longitud locales cuando se expresan en hora local. En tiempos modernos, diversos organismos religiosos o científicos de los países musulmanes elaboran horarios anuales de oración para cada localidad, y se han creado relojes electrónicos capaces de calcular los tiempos de oración locales. En el pasado, algunas mezquitas empleaban astrónomos llamados muwaqqit que se encargaban de regular el tiempo de oración utilizando la astronomía matemática.